# Метопа (нимфа)
Метопа (др.-греч. Μετώπη) — персонаж греческой мифологии из аргосского цикла, речная нимфа и жена Асопа Флиасийского. Мать Эгины и множества других дочерей.

## В мифологии
Античные авторы называют Метопу дочерью речного бога Ладона и Стимфалиды; соответственно её сестрой была Дафна. Метопа стала женой ещё одного речного бога, Асопа Флиасийского, которому родила множество детей. Это были сыновья Исмен и Пеласг (или Пелагон), а также дочери: двенадцать согласно Диодору Сицилийскому и двадцать согласно Псевдо-Аполлодору. Сама Метопа стала эпонимом реки, а её дочери — эпонимами ряда островов и городов. Диодор называет следующие имена: Керкира, Саламина, Эгина, Пирена, Клеона, Фива, Танагра, Феспия, Асопида, Синопа, Орния и Халкида.
Метопа считалась нимфой одноимённого источника в области Стимфала на северо-востоке Пелопоннеса — на стыке Аркадии и Арголиды. В связи с этим Пиндар в одной из своих олимпийских од называет её Стимфалидой.  Предположительно греки связывали эту нимфу с источником у подножия горы Киллена, который в разные времена года превращался в реку или в озеро.